# Entliczek pentliczek
Entliczek pentliczek (ang. Hickory Dickory Dock) – powieść kryminalna Agathy Christie. Wydana po raz pierwszy w 1955 roku.

## Opis fabuły
Detektyw Herkules Poirot jest wstrząśnięty, gdy pewnego dnia Felicity Lemon, jego niezwykle kompetentna sekretarka, popełnia błędy w trakcie przepisywania listów na maszynie. Okazuje się, że kobieta jest zmartwiona przez swoją siostrę, która prowadzi pensjonat dla studentów. Od pewnego dnia w budynku dochodzi do kradzieży. Herkules Poirot postanawia rozwiązać zagadkę. W trakcie jego wizyty do przestępstw przyznaje się jedna z dziewczyn, Celia. Następnego dnia zostaje znaleziona martwa. Policja początkowo podejrzewa samobójstwo, ale dowody wskazują na morderstwo. Niebawem jednak dochodzi do kolejnych zbrodni – zostaje otruta właścicielka pensjonatu, pani Nicoletis, a jedna z dziewczyn, Patricia, ginie od uderzenia ciężkim przyciskiem do papieru.
W 1995 roku premierę miała ekranizacja powieści – w rolę detektywa wcielił się David Suchet.